# Алигатори
Алигатори (лат. Alligatoridae) су породица гмизаваца из реда крокодила.Обухвата две групе животиња (потпородице): праве алигаторе (Alligatorinae) и кајмане (Caimaninae). Име alligator је облик шпанске фразе el lagarto (што значи гуштер), а дали су га конкистадори који су стигли на Флориду и видели ове животиње.

## Станиште алигатора
Алигатори и кајмани живе у копненим, слатководним екосистемима као што су баре, реке и мочваре. Иако имају масивно тело и спор метаболизам, алигатори могу постићи брзину од 48 km/h. Њихов плен су углавном мање животиње које убију и поједу у једном залогају. Они могу убити и већи плен одвлачећи га у воду да се утопи. Плен који не могу прогутати одједном оставе да труне или гризу док не добију комаде за гутање одједном.

## Особине
Алигатори се паре сезонски, у пролеће, кад се вода угреје. Женка полаже јаја у гнездо које делује као инкубатор. Своја јаја ће штитити док се не излегу. Младе ће штитити годину дана ако остану на том простору. Све врсте имају тамнију боју, скоро црну (иако кинески алигатор има светлијих тонова). Код алигатора се могу видети само горње чељусти када су уста затворена (код крокодила се виде сви зуби), али велике деформације код животиња чине да их теже идентификујемо.

## Животни век
Просечан животни век алигатора је 50 година. Алигатор по имену Муја у београдском зоолошком врту се налази од 1937. године, што га чини старим најмање 82 године и тренутно најстаријим живим алигатором на свету. У ришком зоолошком врту у Летонији 2007. године је угинуо алигатор по имену Чабулитис за ког се сматрало да је био стар више од 75 година.